# Idioteuthis cordiformis
Idioteuthis cordiformis Chun, 1908 è una specie di molluschi cefalopodi appartenente alla famiglia Mastigoteuthidae, unico membro del genere Idioteuthis Sasaki, 1916.

## Descrizione
L'aspetto generale della specie è simile a quello degli altri Mastigoteuthidae con pinne ampie, braccia ventrali assai più lunghe e spesse delle altre, tentacoli lunghissimi e sottili con clava tentacolare espansa poco o per nulla e dotata di ventose estremamente piccole. In I. cordiformis il mantello ha una forma leggermente campanulata con bordo anteriore di forma leggermente convessa. Le ventose della clava tentacolare sono leggermente ingrandite nella parte prossimale o carpo e minuscole in quella distale o dattilo Nella parte prossimale della clava o carpo le ventose sono biseriate, diventano quindi triseriate, le serie aumentano quindi progressivamente di numero procedendo verso l'estremità distale o dattilo; le ventose diminuiscono di dimensioni e aumentano di densità verso il dattilo, nel quale tutta la superficie tentacolare ne è ricoperta. La clava tentacolare è leggermente espansa nella sezione centrale o mano. Ogni braccio ha da 56 a 78 ventose prive di denti o con denti ottusi di forma rettangolare, sono disposte in due serie separate; le ventose di maggiori dimensioni sono quelle sul secondo paio di braccia. Le braccia hanno pressoché la stessa lunghezza anche se il secondo paio è spesso leggermente più lungo del quarto paio; il quarto paio di braccia è il più spesso, seguito dal secondo paio. Il grande fotoforo del seno oculare non è presente ma è presente un singolo fotoforo a forma di mezzaluna sul lato ventrale del globo oculare. Non sono presenti i fotofori tegumentali. Le pinne hanno forma cuoriforme o lanceolata, le pinne sono lunghe circa l'80% della lunghezza totale del mantello; le pinne hanno lobi anteriori arrotondati mentre verso la coda il profilo è vagamente concavo. L'epidermide è cosparsa di tubercoli cutanei e di numerosi piccoli cromatofori scuri. La colrazione, sia negli individui freschi che nei campioni museali è violetto scuro.
La taglia può essere grande fino a oltre 1 metro di lunghezza del mantello nelle femmine e circa la metà nei maschi. Esemplari maturi a taglie molto diverse sono stati catturati in diverse parti dell'areale, il che potrebbe indicare l'esistenza di più specie nel genere o che le diverse popolazioni raggiungono la maturità a età diverse come ad esempio accade nel calamaro di Humboldt.

## Distribuzione e habitat
I. cordiformis è diffuso nell'Indo-Pacifico nelle fasce tropicali e subtropicali nelle acque dell'Indonesia, delle Filippine, del sud del Giappone, del nord-ovest australiano, nel mar di Tasman e nei mari neozelandesi.
Vive a profndità fino a 1000 metri. Effettua migrazioni nictemerali.

## Tassonomia
La classificazione del genere Idioteuthis nella famiglia Mastigoteuthidae è oggetto di discussione. Sebbene alcuni caratteri, come la morfologia della connessione fra imbuto e mantello e i tentacoli sottili con ventose microscopiche, siano condivisi con gli altri generi compresi nella famiglia altri caratteri sono distinti e unici di questo genere. I principali caratteri di Idioteuthis non condivisi con il resto dei Mastigoteuthidae sono la presenza di una modesta espansione della clava tentacolare e la presenza di ventose ingrandite sulla stessa, le braccia che hanno una lunghezza simile, mentre negli altri Mastigoteuthidae il quarto paio di braccia è molto più lungo. Inoltre le dimensioni sono molto più grandi: la lunghezza del mantello è almeno cinque volte maggiore che negli altri Mastigoteuthidae.